# Jean-Louis Mando
Pour les articles homonymes, voir Mando (homonymie).
Jean-Louis Mando, né le 22 septembre 1850 à Langast et mort le 24 juillet 1900 à Angoulême, est un prélat français qui fut évêque d'Angoulême de 1899 à 1900.

## Biographie
Fils de Jean-Louis Mando, cultivateur de 25 ans, et de Catherine Blanchard, son épouse, ménagère également âgée de 25 ans, Jean-Louis Mando fait des études au petit séminaire de Tréguier puis au séminaire de Saint-Brieuc. Avant même que d'être ordonné le 30 mai 1874 pour le diocèse de Saint-Brieuc, il exerce comme professeur au petit séminaire. Tour à tour vicaire de l'église Saint-Michel de Saint-Brieuc à partir du 2 septembre 1874, secrétaire de l'évêché en 1882, aumônier des filles de la Providence en 1885, chanoine titulaire de la cathédrale de Saint-Brieuc en 1891, il en devient le curé archiprêtre le 8 janvier 1894. Nommé évêque d'Angoulême le 7 décembre 1899, confirmé le 14 suivant, il est sacré en la cathédrale Saint-Étienne de Saint-Brieuc le 25 mars 1900, jour de l'Annonciation, par Pierre-Marie-Frédéric Fallières, ordinaire des lieux. Intronisé le 3 avril 1900 en la cathédrale Saint-Pierre d'Angoulême, il est emporté moins de quatre mois plus tard par une congestion cérébrale et pulmonaire, décédant le 24 juillet en son palais épiscopal.
Jean-Louis Mando était le frère ainé d'Eugène Mando, lequel fut député puis sénateur des Côtes-du-Nord sous la Troisième République.

## Armes
De gueules au Bon Pasteur de carnation, vêtu de rouge, drapé et nimbé d'or, portant sur ses épaules une brebis du même, entouré de brebis et d'agneaux d'argent, posés comme lui sur un champ de sinople, et au chef d'hermines.